# 国際合気道連盟
国際合気道連盟（こくさいあいきどうれんめい、英: International Aikido Federation）は、合気道の国際統括団体、国際競技連盟である。略称はIAF。本部は東京都新宿区の合気会世界合気道本部内におかれている。2012年現在世界35の国・地域で加盟している。1976年設立。GAISFに加盟。なお、各国内組織または国内競技連盟は世界合気道本部、合気会が認めたものでしか加盟できない。

## 主催大会
- 国際合気道大会

## 関連団体
- 全日本合気道連盟